# Седов, Геннадий Яковлевич
Геннадий Яковлевич Седо́в (17 октября 1924, Харьков — 16 января 2006, Харьков) — командир миномётного расчёта 273-го гвардейского стрелкового полка 89-й гвардейской стрелковой дивизии 37-й армии Степного фронта, гвардии сержант. Герой Советского Союза.

## Биография
Родился в городе Харьков (Украина) в семье рабочего. По национальности русский. Окончил 7 классов, работал токарем на тракторном заводе. В Красной Армии с 1943 года. Член ВКП(б)/КПСС с 1943 года. В том же году на фронте.
Командир миномётного расчёта 273-го гвардейского стрелкового полка (89-я гвардейская стрелковая дивизия, 37-я армия, Степной фронт) гвардии сержант Геннадий Седов в числе первых 29 сентября 1943 года преодолел реку Днепр в районе села Келеберда Кременчугского района Полтавской области Украины, после чего подавил несколько огневых точек противника, что способствовало захвату плацдарма и обеспечению переправы других подразделений полка. Находясь в боевых порядках стрелковых подразделения, гвардии сержант Седов Г. Я. с вверенным ему миномётным расчётом отражал многочисленные вражеские контратаки. Отважный гвардеец-миномётчик был ранен, но не покинул поля боя.
Указом Президиума Верховного Совета СССР «О присвоении звания Героя Советского Союза генералам, офицерскому, сержантскому и рядовому составу Красной Армии» от 22 февраля 1944 года за «образцовое выполнение боевых заданий командования при форсировании реки Днепр, развитие боевых успехов на правом берегу реки и проявленные при этом отвагу и геройство» гвардии сержанту Седову Геннадию Яковлевичу присвоено звание Героя Советского Союза с вручением ордена Ленина и медали «Золотая Звезда» (№ 1444).
С 1947 года капитан Седов Г. Я. в запасе. Жил в Харькове. Умер 16 января 2006 года.

## Награды
Награждён орденом Ленина, орденами Отечественной войны 1-й и 2-й степени, Красной Звезды, медалями.

## Память
Имя героя носит класс школы № 2 города Мерефа Харьковской области Украины.